# Nordsee-Internat
Das Nordsee-Internat ist ein Internat in Sankt Peter-Ording.

## Konzept
Das Nordsee-Internat wird von 106 Schülern besucht. Es bietet keine eigene Schule an, sondern die Bewohner besuchen die öffentlichen Schulen von St. Peter-Ording. Nachmittags von 16 bis 18 Uhr sind verpflichtende Lern- und Förderstunden vorgesehen; darüber hinaus werden Schüler mit besonders schlechten Schulnoten oder mit Legasthenie zusätzlich gefördert. Zu den Kosten für Unterkunft, Verpflegung etc., die im Internat anfallen, kommt für Schüler mit Erstwohnsitz außerhalb Schleswig-Holsteins noch jährlich zu entrichtendes Schulgeld hinzu.

## Geschichte
Nach Ende des Zweiten Weltkrieges gründete Fritz Brill das Nordsee-Internat in Sankt Peter-Ording. Ursprünglich sollte diese Schule für Flüchtlingskinder aus Berlin dienen. Aus der Schule wurde, nachdem wieder normale Schulen geöffnet hatten und die Berliner Kinder nach und nach wegzogen, ein Internat. 1950 wurde Willi Lassen als Direktor berufen – Lassen hatte Erfahrungen mit englischen Internatsschulen. Bis 1952 war das Internat in mehreren gemieteten Gebäuden und Baracken in der Pestalozzistraße untergebracht. Am 31. August 1952 wurde der Grundstein für das Internat gelegt, wie es heute noch besteht. Als erstes wurde das Heidehaus am 26. April 1953 bezogen. In den folgenden Jahren entstanden  Dünenhaus, Sonnenhaus, Erlenhaus, Tannenhaus, Wiesenhaus, Deichhaus, Birkenhaus, Wirtschaftsgebäude, Verwaltungsgebäude, Werkstätten, Kreativzentrum, Sporthalle und eine erst kürzlich fertiggestellte Mensa.
Auf dem Gelände des Internats befinden sich verschiedene Sportanlagen wie Bolz- und Minigolfplatz, Tennis- und Basketballplatz sowie mehrere Beachvolleyballplätze und ein kleiner Skatepark.
Seit den Anfängen pflegen das Internat und die örtlichen Schulen ein sehr enges Verhältnis.

## Campushus
Das Campushus befindet sich mit auf dem Campus-Gelände. Hier werden die freien Räumlichkeiten an Feriengäste, Kurse und Jugendgruppen weitervermietet. Das Goethe-Institut, das Fußballcamp und Mind Unlimited sind hier regelmäßig Gäste.

## Bund der Ehemaligen
Am 8. März 1958 gründeten Diethard Friedrich und Wilhelm Tappert den Verein, der heute als „Bund der Ehemaligen St. Peteraner“ (BdE) etwa 450 Mitglieder zählt. Es finden jedes Jahr Treffen zu festen Terminen statt.

## Bekannte ehemalige Schüler
- Petrus Wandrey (1939–2012), Künstler
- Alexander von Plato (* 1942), Historiker
- Gunnar Heinsohn (1943–2023), Wirtschaftswissenschaftler und Soziologe
- Christina von Braun (* 1944), Kulturwissenschaftlerin
- Doris Kunstmann (* 1941), Schauspielerin
- Iris Berben (* 1950), Schauspielerin
- Thomas Frankenfeld (* 1951), Journalist
- Markus E. Wegner (* 1953), Politiker, Verleger und Publizist
- Hans Barlach (1955–2015), Unternehmer, Galerist
- Helmut Barz (Schriftsteller) (* 1969), Autor und Regisseur
- Denis Stuart Rose (* 1953), Künstler